# Рупрехт фон Пфалц-Зимерн (1461 – 1507)
Вижте пояснителната страница за други личности с името Рупрехт фон Пфалц-Зимерн.
Рупрехт фон Пфалц-Зимерн (на немски: Ruprecht von Pfalz-Simmern, Rupert; * 16 октомври 1461, † 19 април 1507) е като Рупрехт II от 1492 до 1507 г. княжески 45. епископ на Регенсбург.

## Живот
Той е син на пфалцграф Фридрих I от Пфалц-Зимерн (1417 – 1480) от династията Вителсбахи и на съпругата му Маргарета фон Гелдерн (1436 – 1486), дъщеря на херцог Арнолд фон Гелдерн от Херцогство Гелдерн. Брат е на пфалцграф Йохан I фон Пфалц-Зимерн.
Той страда от тежка болест и умира през 1507 г.